# Spagna ai Giochi della XX Olimpiade
La Spagna partecipò ai Giochi della XX Olimpiade che si sono svolti a Monaco di Baviera dal 26 agosto all'11 settembre 1972, con una delegazione di 123 atleti impegnati in 17 discipline per un totale di 59 competizioni. Portabandiera fu lo sciatore Francisco Fernández Ochoa, vincitore a sorpresa della medaglia d'oro nello slalom speciale alle Olimpiadi invernali dello stesso anno.
Il bottino della squadra, alla sua dodicesima partecipazione ai Giochi estivi, fu di una sola medaglia di bronzo conquistata dal pugile Enrique Rodríguez.

## Medaglie
| Medaglia | Nome              | Sport    | Evento             |
| -------- | ----------------- | -------- | ------------------ |
| Bronzo   | Enrique Rodríguez | Pugilato | Pesi mosca leggeri |

## Risultati

### Pallacanestro
| Atleta | Classifica |
| --- | ---------- |
| V · D · M Nazionale spagnola - Pallacanestro ai Giochi della XX Olimpiade 4 Brabender · 5 Ramos · 6 Cabrera · 7 Margall · 8 Santillana · 9 Iradier · 10 Buscató · 11 Corbalán · 12 Rullán · 13 Luyk · 14 Estrada · 15 Sagi-Vela · All. Antonio Díaz-Miguel | 11°        |
| Nazionale spagnola - Pallacanestro ai Giochi della XX Olimpiade |            |
| 4 Brabender · 5 Ramos · 6 Cabrera · 7 Margall · 8 Santillana · 9 Iradier · 10 Buscató · 11 Corbalán · 12 Rullán · 13 Luyk · 14 Estrada · 15 Sagi-Vela · All. Antonio Díaz-Miguel                                                                           |            |

### Pallanuoto
| Atleta | Classifica                                                                                                |                   |
| --- | --- | ----------------- |
| V · D · M Nazionale maschile spagnola di pallanuoto · Giochi olimpici - Monaco di Baviera 1972 Franch • Rubio • Sans • Jané • Cánovas • Soler • Puigdevall • Guardia • Padrós • Ventura • Bestit · CT : - | 10° |                   |
| Nazionale maschile spagnola di pallanuoto · Giochi olimpici - Monaco di Baviera 1972 | |                   |
| Franch • Rubio • Sans • Jané • Cánovas • Soler • Puigdevall • Guardia • Padrós • Ventura • Bestit · CT: -                                                                                                 | Franch • Rubio • Sans • Jané • Cánovas • Soler • Puigdevall • Guardia • Padrós • Ventura • Bestit · CT: - | Spagna (bandiera) |